# True Men Don't Kill Coyotes
True Men Don't Kill Coyotes är den första låten av Red Hot Chili Peppers som gavs ut som singel. Det är den första låten från debutalbumet The Red Hot Chili Peppers. Det är också en av de första låtarna som skrevs efter att Jack Sherman och Cliff Martinez anslutit sig till bandet. En video har även gjorts till låten. Videon innehåller mycket fluorescensiska färger och bandet spelar på en konstgjord åker av sand. I bakgrunden syns även konstgjorda berg där man tydligt kan se Hollywoodskylten. Både låten och videon finns med på samlingsalbumet What Hits!?.
Artikeln är, helt eller delvis, en översättning av motsvarande arikel på en:wikipedia.